# Pálfalvi Lajos
Pálfalvi Lajos (Pécs, 1959. október 23. –) József Attila-díjas műfordító, irodalomtörténész.

## Élete
A pécsi Nagy Lajos Gimnáziumban érettségizett 1978-ban, majd az ELTE BTK-n tanult magyar–lengyel–orosz szakon (1979–1984). 1984-től 1999-ig a Magyar Tudományos Akadémia Könyvtárában dolgozott, óraadóként lengyel irodalomtörténetet tanított az ELTE BTK Lengyel Tanszékén (1987–1993), magyar irodalomtörténetet a krakkói Jagelló Egyetemen (1993–1994), lengyel irodalom- és művelődéstörténetet Pécsett, a JPTE Szláv Filológiai Tanszékének Lengyel Szekciójában (1996–2000). 1999 szeptembere óta Piliscsabán, a PPKE BTK-n dolgozik, 2000 óta a Lengyel Tanszék vezetője, 2014-ben habilitált.

## Művei
- Tény és metafora. A lengyel emigráció prózairodalma, 1945–1980; Balassi, Bp., 1993
- Halott világok – lehetséges világok. Lengyel esszék; szerk. Pálfalvi Lajos, Krasztev Péter; Seneca–Brain, Bp., 1994 (Mutáns könyvek)
- Ilja próféta. Mai lengyel drámák; szerk. Pálfalvi Lajos; Európa, Bp., 2003
- Az Antikrisztus halála. Lengyel esszék Dosztojevszkijről; összeáll., előszó Pálfalvi Lajos; Napkút, Bp., 2004
- Huszadik századi lengyel novellák. Lengyel dekameron; vál., szerk. Pálfalvi Lajos; Noran, Bp., 2007 (Modern dekameron)
- Varsó fölött az ég; szerk. Pálfalvi Lajos; Új Világ–Antonin Liehm Alapítvány, Bp., 2007 (Európai kulturális füzetek, 23.)
- A Transz-Atlantik megállói. Gombrowicz; Pesti Kalligram, Bp., 2015

## Fordításai
Władysław Reymont, Sławomir Mrożek, Czesław Miłosz, Witold Gombrowicz, Kazimierz Brandys, Andrzej Stasiuk, Olga Tokarczuk, Krzysztof Varga, Józef Mackiewicz, Wiktor Woroszylski és mások műveit ültette át magyar nyelvre.

## Díjai
- Wessely László-díj (2003)
- Lengyel Kultúráért Alapítvány díja (2013)
- József Attila-díj (2014)
- Transatlantyk életműdíj (2017)[2]